# Wee Kim Wee
Wee Kim Wee (黄金辉, Huáng Jīnhuī) (Estabelecimentos dos Estreitos, 4 de novembro de 1915 – Siglap, 2 de maio de 2005) foi o quarto presidente de Singapura, de 1985 a 1993.

## Biografia
Nascido de uma família humilde, Wee Kim Wee era filho de um organizador de documentos de escritórios. Seu pai morreu quando ele tinha oito anos de idade. Wee começou como organizador de documentos do jornal The Straits Times, antes de tornar-se repórter especializado em questões políticas. Eventualmente tornou-se um dos principais repórteres do jornal. Em 1941 juntou-se à United Press e tornou-se correspondente-chefe na década de 1950. Retornou para o The Straits Times em 1959. Em 1966, entrevistou o então presidente da Indonésia, General Suharto, reportando a intenção de Suharto de acabar com o confronto de três anos com a Malásia, o Konfrontasi. Ele escolheu como título da matéria as próprias palavras de Suharto: "Suharto: 'Paz. Quanto mais cedo melhor'".
Wee era gerente editorial quando se aposentou em 1973 para tornar-se o representante do Alto Comissariado para a Malásia, posição que ocupou por sete anos. Foi escolhido como embaixador para o Japão em setembro de 1980 e para a Coreia do Sul em fevereiro de 1981. No final de sua carreira diplomática em 1984, ele foi escolhido como presidente da Singapore Broadcasting Corporation, predecessora da atual MediaCorp Studios e tornou-se presidente um ano depois.
Enquanto foi presidente teve alta popularidade, sendo reconhecido por sua proximidade e humildade durante seu mandato. Modesto, amigável e sincero, é lembrado como o "presidente do povo".
Em 2004 escreveu sua autobiografia, Glimpses and Reflections. De royalties a outras doações, meio milhão de dólares de Singapura foram doados para oito instituições de caridade.
Wee faleceu em 2 de maio de 2005, às 5h10 no horário de Singapura, em seu lar, com 89 anos. Faleceu de câncer de próstata. Pediu para ser cremado e que suas cinzas fossem depositadas em um cemitério público, onde pessoas comuns são enterradas, ao invés de no Cemitério de Guerra de Kranji, onde pessoas de seu nível político são enterradas. Recebeu um funeral com honras do Estado e um grande público apareceu para acompanhar a cerimônia.